# Dauphin (Rakete)
Die Dauphin war eine einstufige französische Höhenforschungsrakete, von der zwischen 1967 und 1978 sechs Exemplare gestartet wurden. Sie stellt eine Abwandlung der Startstufe der Dragon mit einem größeren Nutzlast-Nasenkonus dar.
Die Dauphin hat einen Durchmesser von 56 cm und eine Länge von 6,21 m. Die Startmasse betrug ca. 1132 kg, davon 686 kg Treibstoff. Mit einem Startschub von 90 kN sollte eine Nutzlast von 130 kg auf eine Gipfelhöhe von 150 km gebracht werden.
Die Dauphin gehörte damit zu einer Familie von Feststoffraketen, die aus der Belier, der Centaure, der Dragon, der Dauphin und der Eridan bestand.

## Startliste
| Seriennummer | Datum                         | Startplatz                   | Gipfelhöhe | Bemerkung                     |
| ------------ | ----------------------------- | ---------------------------- | ---------- | ----------------------------- |
| DA001        | 20. März 1967                 | Hammaguir                    | 1 km       | Fehlstart, Explosion nach 5 s |
| DA002        | 28. Juni 1967                 | Île du Levant (CERES)        | 138 km     |                               |
| DA003        | 8. März 1968                  | Biscarrosse                  | 123 km     |                               |
| DA004        | 28. März 1968                 | Biscarrosse                  | 98 km      |                               |
| DA005        | 14. September 1971, 04:20 UTC | Centre Spatial Guyanais ALFS | 103 km     |                               |
| DA006        | 8. Februar 1979               | Centre Spatial Guyanais ALFS | 135 km     |                               |